# がんばる私の家計ダイアリー
『がんばる私の家計ダイアリー』（がんばるわたしのかけいダイアリー）は、2007年7月12日に任天堂が発売したニンテンドーDS用ソフトである。

## 概要
どこでも手軽に家計を管理できる家計簿ソフト。家計簿を上手に利用すれば、無駄な出費を抑え、計画的に生活することができる。
このソフトには3つの便利なシステムがある。
- 場所を選ばず手軽に入力ができる。
入力は項目をタッチするだけでより早く行えるため、通勤電車の中などでも入力できる。入力方法もとても簡単で、今まで家計簿をつけたことのない方でもすぐに家計を管理できる。
- 便利な機能のローンシミュレーターとダイアリー
住宅ローンやそれ以外の借金などの返済方法を自由に設定して計算し、無理の無い返済プランを作成することができる。
- 家計簿比較 / グラフ
支出や収入の推移をグラフ化して無駄遣いを見つけることができる。

## バグ
2007年8月1日にバグが任天堂より公表された。バグの内容は電卓機能において、「多桁×多桁の掛け算」 と 「9桁の割り算」の2種類の計算を間違えるというもの。ただし、このバグが発生するのは独立した電卓機能のみであり、家計簿そのものの自動計算に誤りは発生しない。
任天堂のホームページのフォームよりソフトの交換ができる。
2009年2月12日より、不具合対象ソフトの交換方法が変更された。

## がんばる私のおさいふ応援団
『がんばる私のおさいふ応援団』（がんばるわたしのおさいふおうえんだん）は、2009年4月1日に配信が開始されたニンテンドーDSiウェア。
『家計ダイアリー』同様、シンソフィアによる開発。
現金収支に特化した家計簿で、保存期間は25か月。SDメモリーカード・SDHCメモリーカードにCSV形式でデータの書き出しが可能。